# Commercial Resupply Services

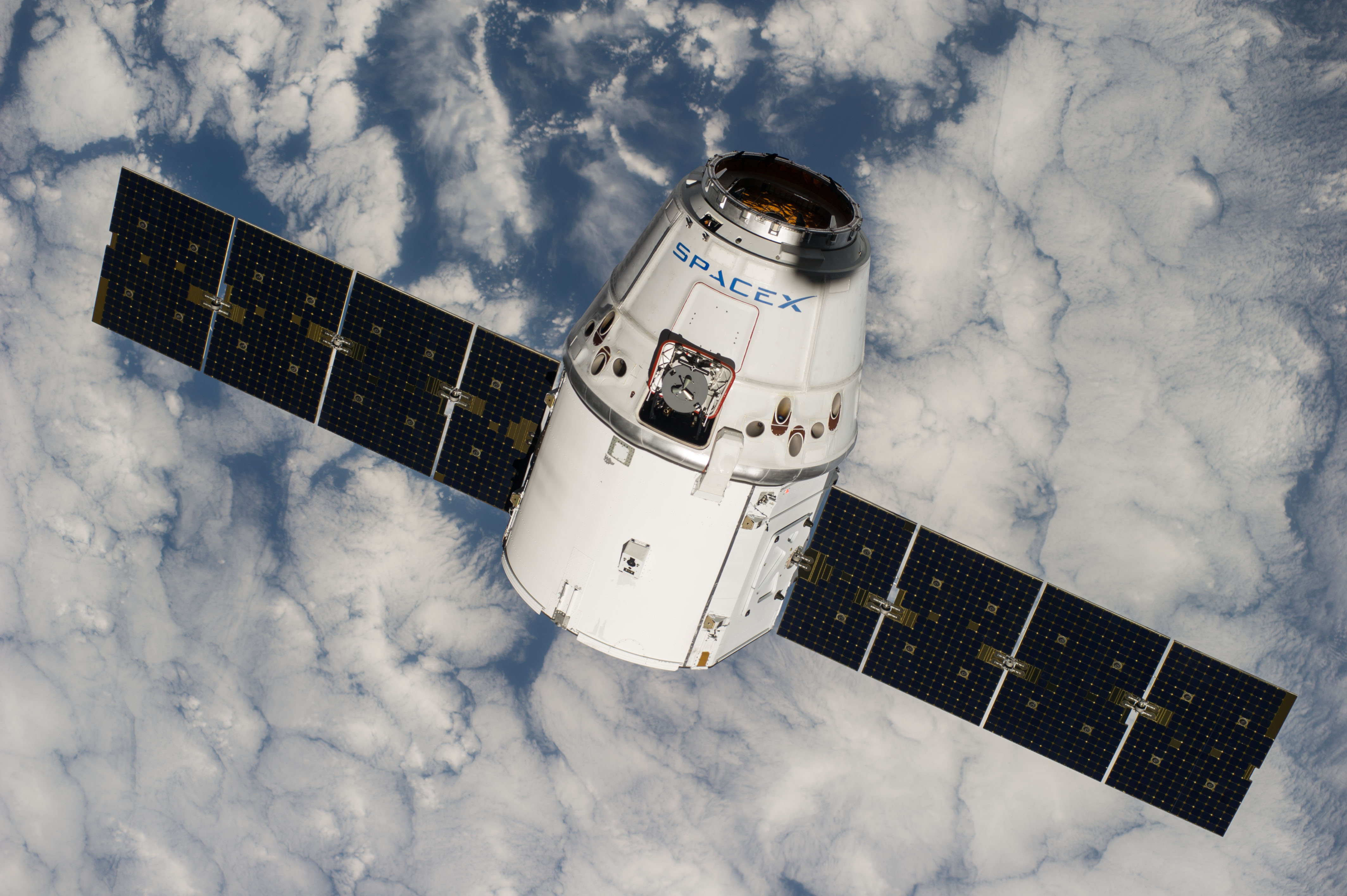
Statek Dragon (2014)

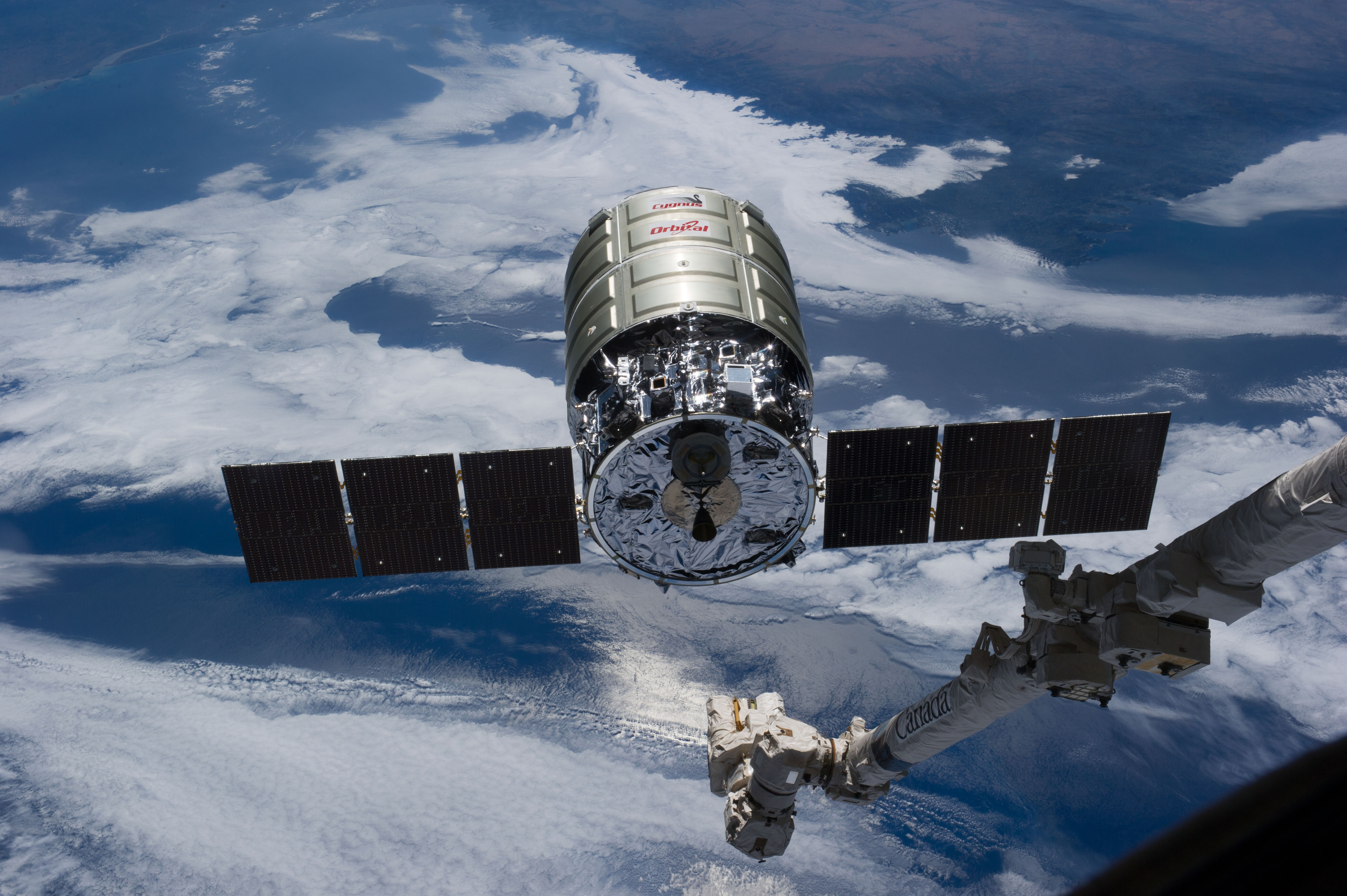
Statek Cygnus zbliżający się do ISS (2014)

Commercial Resupply Services (CRS) – program NASA przyznający kontrakty na dostarczanie sprzętu i zaopatrzenia na Międzynarodową Stację Kosmiczną (ISS), przeznaczony dla prywatnych firm. Firmy te mają przeprowadzać loty na ISS za pomocą własnych rakiet nośnych i statków kosmicznych. Bezpośrednim powodem zainicjowania programów zaopatrywania ISS oraz wymiany załóg (Commercial Crew Program), skierowanych do prywatnych firm, było wycofanie ze służby w 2011 r. amerykańskich promów kosmicznych.

## Commercial Orbital Transportation Services (COTS)
W celu ułatwienia zainteresowanym firmom przeprowadzenia niezbędnych kilkuletnich prac projektowych i rozwojowych nad systemami bezzałogowego transportu orbitalnego, program CRS został poprzedzony programem COTS, w ramach którego dwie firmy, które wygrały konkurs na koncepcję takiego systemu, otrzymały dofinansowanie na te tego rodzaju prace. Program COTS został rozpoczęty w 2006 r., a jego beneficjentami zostały firmy SpaceX i Rocketplane Kistler. W 2007 r. Rocketplane Kestler wycofał się z programu, a jego miejsce w 2008 r. zajął Orbital Sciences. Program został zakończony w listopadzie 2013 r.

## Commercial Resupply Services (CRS)
Wdrożenie do lotów kontraktowych systemów transportu zbudowanych w ramach COTS odbywało się poprzez program CRS, którego zadaniem było kontraktowanie misji zaopatrzeniowych. Pierwsze kontrakty w ramach CRS zostały zawarte pod koniec 2008 r. ze SpaceX na kwotę 1,6 mld USD i z Orbital Sciences na kwotę 1,9 mld USD. Firmy te miały przeprowadzić odpowiednio po 12 i 8 misji zaopatrzeniowych do 2016 r. W 2015 r. kontrakty zostały poszerzone o dodatkowe misje w liczbie odpowiednio 3 i 1.

## Commercial Resupply Services 2 (CRS2)
25 września 2014 r. NASA ogłosiła zaproszenie do składania ofert do kolejnego konkursu na loty zaopatrzeniowe do ISS, stanowiącego drugą rundę programu CRS, nazwaną CRS2. Jego przedmiotem było zaopatrywanie ISS w latach 2017-2024. Przewidziane przez NASA koszty CRS2 będą wynosiły rocznie około 1,0 – 1,4 mld USD. Rocznie ma być dostarczanych na ISS 14,25 – 16,75 t w przedziałach hermetycznych oraz 1,5 – 4,0 t w przedziałach niehermetycznych.
Konkurs został rozstrzygnięty 14 stycznia 2016 r. W jego wyniku kontrakty będą otrzymywały trzy firmy:
- Orbital ATK – statek Cygnus,
- Sierra Nevada Corp. – statek (mini-wahadłowiec) Dream Chaser,
- SpaceX – statek Dragon.

Każda z tych firm przeprowadzi co najmniej 6 lotów do ISS w latach 2019-2024.

## Stan obecny
Firma SpaceX przeprowadza misje w ramach kontraktu CRS od 2012 r. za pomocą statku Dragon (w wersji bezzałogowej) wynoszonej rakietą Falcon 9 z wyrzutni nr 40 na kosmodromie Cape Canaveral Air Force Station na przylądku Canaveral na Florydzie, ale katastrofa Amosa 6 całkowicie zniszczyła tę platformę i od misji CRS-10 odbywają się z platformy LC-39A, centrum kosmicznego Kennedy'ego. Natomiast Orbital Sciences (obecnie Orbital ATK) rozpoczął swoje misje w 2013 r. swoim statkiem Cygnus i rakiety Antares, z własnego kosmodromu Mid-Atlantic Regional Spaceport na wyspie Wallops w Wirginii. Statek Dragon umożliwia powrót kapsuły zaopatrzeniowej na ziemię, jako jedyny ze statków zaopatrujących ISS.
Po katastrofie rakiety Antares 120, której pierwszy stopień był napędzany zmodyfikowanymi przez Aerojet Rocketdyne jeszcze radzieckimi silnikami NK-33 (z oznaczeniem AJ26), kolejne dwa starty statku Cygnus odbędą się za pomocą rakiety Atlas V, natomiast od maja 2016 r. kolejne starty będą odbywały się stosując w pierwszym stopniu rakiet Antares 230 nowsze silniki rosyjskie RD-181.

## Wykaz misji COTS
| Data startu | Misja          | Statek | Rakieta nośna | Uwagi                                                            | Lit.   |
| ----------- | -------------- | ------ | ------------- | ---------------------------------------------------------------- | ------ |
| 4.06.2010   | Dragon SQU     | Dragon | Falcon 9 v1.0 | Lot testowy rakiety Falcon 9                                     | [ 9 ]  |
| 8.12.2010   | COTS Demo 1    | Dragon | Falcon 9 v1.0 | Pierwszy lot testowy statku Dragon w ramach COTS                 | [ 10 ] |
| 22.05.2012  | COTS Demo 2+   | Dragon | Falcon 9 v1.0 | Drugi lot testowy statku Dragon w ramach COTS. Dokowanie do ISS. | [ 11 ] |
| 21.04.2013  | Symulator masy | Cygnus | Antares 110   | Lot testowy rakiety Antares                                      | [ 12 ] |
| 18.09.2013  | COTS Orb-D1    | Cygnus | Antares 110   | Lot testowy statku Cygnus w ramach COTS. Dokowanie do ISS        | [ 13 ] |

## Wykaz misji CRS
| Data startu | Misja         | Statek | Rakieta nośna  | Uwagi | Lit.          |
| ----------- | ------------- | ------ | -------------- | --- | ------------- |
| 8.10.2012   | SpaceX CRS-1  | Dragon | Falcon 9 v1.0  | Pierwszy lot w ramach kontraktu CRS                                                                                         | [ 14 ]        |
| 1.03.2013   | SpaceX CRS-2  | Dragon | Falcon 9 v1.0  | | [ 15 ]        |
| 9.01.2014   | Orb-CRS-1     | Cygnus | Antares 120    | | [ 16 ]        |
| 18.04.2014  | SpaceX CRS-3  | Dragon | Falcon 9 v1.1  | Pierwszy lot z użyciem silniejszej wersji rakiety Falcon 9                                                                  | [ 17 ]        |
| 13.07.2014  | Orb-CRS-2     | Cygnus | Antares 120    | | [ 18 ]        |
| 21.09.2014  | SpaceX CRS-4  | Dragon | Falcon 9 v1.1  | | [ 19 ]        |
| 28.10.2014  | Orb-CRS-3     | Cygnus | Antares 120    | Katastrofa rakiety Antares podczas startu                                                                                   | [ 20 ]        |
| 10.01.2015  | SpaceX CRS-5  | Dragon | Falcon 9 v1.1  | | [ 21 ]        |
| 14.04.2015  | SpaceX CRS-6  | Dragon | Falcon 9 v1.1  | | [ 22 ]        |
| 28.06.2015  | SpaceX CRS-7  | Dragon | Falcon 9 v1.1  | Katastrofa rakiety Falcon 9 podczas startu                                                                                  | [ 23 ]        |
| 6.12.2015   | OA-CRS-4      | Cygnus | Atlas V 401    | Pierwszy lot powiększonej i ulepszonej wersji statku Cygnus (Cygnus enhanced)                                               | [ 24 ] [ 25 ] |
| 23.03.2016  | OA-CRS-6      | Cygnus | Atlas V 401    | | [ 26 ]        |
| 8.04.2016   | SpaceX CRS-8  | Dragon | Falcon 9 FT    | Dostarczenie do ISS modułu BEAM                                                                                             | [ 27 ]        |
| 18.07.2016  | SpaceX CRS-9  | Dragon | Falcon 9 FT    | Dostarczenie do ISS węzła cumowniczego IDA-2 dla amerykańskich statków załogowych                                           | [ 28 ]        |
| 17.10.2016  | OA-CRS-5      | Cygnus | Antares 230    | Pierwszy start rakiety Antares w wersji 230 (z silnikami RD-181 w pierwszym stopniu)                                        | [ 29 ]        |
| 19.02.2017  | SpaceX CRS-10 | Dragon | Falcon 9 FT    | Pierwszy start z wydzierżawionej od NASA historycznej wyrzutni LC-39A w KSC                                                 |               |
| 18.04.2017  | OA-CRS-7      | Cygnus | Atlas V 401    | |               |
| 3.06.2017   | SpaceX CRS-11 | Dragon | Falcon 9 FT    | Pierwszy lot używanej wcześniej kapsuły, z misji CRS-4                                                                      |               |
| 14.08.2017  | SpaceX CRS-12 | Dragon | Falcon 9 FT/B4 | Pierwszy lot nowej wersji rakiety Falcon 9 Block 4. Ostatni lot nowej kapsuły, następnie będą używane w poprzednich misjach |               |
| 12.11.2017  | OA-CRS-8E     | Cygnus | Antares 230    | Wykorzystana została powiększona wersja statku Cygnus.                                                                      |               |
| 15.12.2017  | SpaceX CRS-13 | Dragon | Falcon 9       | Lot z używaną kapsułą z misji CRS-6                                                                                         |               |